# Santa-Maria-Siché
 Santa-Maria-Siché  là một xã của tỉnh Corse-du-Sud, thuộc vùng Corse, trên đảo Corse ở Pháp.